# Edward Pingua Zakayo
Edward Pingua Zakayo (* 25. November 2001 in Narok) ist ein kenianischer Langstreckenläufer.

## Sportliche Laufbahn
Erste Erfahrungen bei internationalen Meisterschaften sammelte Edward Pingua Zakayo bei den Jugendweltmeisterschaften 2017 in Nairobi, bei denen er in 7:49,17 min die Silbermedaille über 3000 Meter hinter dem Äthiopier Selemon Barega gewann. 2018 erfolgte die Teilnahme an den Commonwealth Games im australischen Gold Coast, bei denen er in 13:54,06 min überraschend die Bronzemedaille gewann. Bei den U20-Weltmeisterschaften im finnischen Tampere gewann er in 13:20,16 min die Goldmedaille im 5000-Meter-Lauf vor seinem Landsmann Stanley Mburu. Im Jahr darauf siegte er bei den Juniorenafrikameisterschaften in Abidjan mit neuem Meisterschaftsrekord und Weltjahresbestleistung von 13:13,06 min. Anschließend nahm er erstmals an den Afrikaspielen in Rabat teil und gewann dort in 13:31,40 min die Silbermedaille hinter seinem Landsmann Robert Kiprop.

## Persönliche Bestzeiten
- 3000 Meter: 7:49,17 min, 16. Juli 2017 in Nairobi
- 5000 Meter: 13:03,19 min, 6. Juni 2019 in Rom